# C/770 K1
C/770 K1 ist ein Komet, der im Jahr 770 mit dem bloßen Auge gesehen werden konnte. Er wird aufgrund seiner außergewöhnlichen Helligkeit zu den „Großen Kometen“ gezählt.

## Entdeckung und Beobachtung
Die chinesischen Chroniken Jiù Táng Shū und Táng Huì Yào aus dem 10. Jahrhundert sowie Xīn Táng Shū aus dem 11. Jahrhundert berichten davon, dass erstmals am 26. Mai 770 (Ortszeit) ein „Besenstern“ im Norden gesehen wurde, wahrscheinlich erfolgte die Sichtung am Morgenhimmel. Der Komet erschien als ein weißes Objekt (was auf seine Helligkeit hinweist) mit einem Schweif von etwa 30° Länge.
Am 19. Juni soll der „Besenstern“ wieder am Morgen gesehen worden sein, er bewegte sich am Himmel nach Osten und wurde noch einmal am 9. Juli während einer abendlichen Beobachtung gesehen. Alle drei Texte stimmen darin überein, dass der Komet schließlich am 25. Juli zum letzten Mal beobachtet wurde, wahrscheinlich am Abend dieses Tages.
Eine koreanische Chronik im Samguk Sagi erwähnt die Sichtung eines „Besensterns“ am Morgen des 9. Juli (Ortszeit) und ein japanischer Text aus dem 18. Jahrhundert berichtet ebenfalls vom Erscheinen eines „Besensterns“ irgendwann zwischen Ende Juni und Ende August.
Pingré erwähnt in seiner Cométographie zwei Kometen, einen im Mai und einen zweiten im Juni/Juli, vermutlich kannte er noch nicht die koreanischen und japanischen Berichte darüber. Auch Williams nennt als erste chinesische Sichtung das Datum 15. Juni. Alle diese Berichte beziehen sich wahrscheinlich auf denselben Kometen.
Der Komet erreichte um den 10. Juli eine Helligkeit von 1 bis 2 mag.

## Umlaufbahn
Die ersten Berechnungen einer Umlaufbahn für diesen Kometen wurden in der Mitte des 19. Jahrhunderts von Hind und Laugier durchgeführt. I. Hasegawa konnte für den Kometen aus 4 Beobachtungen über 44 Tage eine etwas unsichere parabolische Umlaufbahn bestimmen, die um rund 117° gegen die Ekliptik geneigt ist. Seine Bahn steht damit steil angestellt zu den Bahnebenen der Planeten, er durchläuft seine Bahn gegenläufig (retrograd) zu ihnen. Im sonnennächsten Punkt der Bahn (Perihel), den der Komet demnach um den 5. Juni 770 durchlief, hat er sich mit etwa 87 Mio. km Sonnenabstand im Bereich zwischen den Umlaufbahnen von Merkur und Venus befunden. Um den 10. Juli wäre er der Erde bis auf etwa 44 Mio. km (0,30 AE) nahegekommen. Diese große Erdnähe könnte der Grund für seine beobachtete Helligkeit gewesen sein.
Darüber hinaus zeigte er möglicherweise einen kräftigen Staubschweif, der zur Zeit seines Vorbeigangs an der Erde genau in seitlicher Draufsicht zu sehen gewesen wäre, was einen spektakulären Anblick ergeben hätte.
Aufgrund der unsicheren Ausgangsdaten kann keine Aussage darüber getroffen werden, ob und gegebenenfalls wann der Komet in das innere Sonnensystem zurückkehren könnte.